# Bernhard Riemann
Georg Friedrich Bernhard Riemann (Breselenz, 17 settembre 1826 – Selasca, 20 luglio 1866) è stato un matematico e fisico tedesco.
Contribuì in modo determinante allo sviluppo delle scienze matematiche.

## Biografia
Nacque nella famiglia di un pastore protestante. Crebbe in condizioni di indigenza che ostacolarono i suoi studi giovanili, ridotti, fino all'età di 14 anni, alle sole nozioni insegnategli dal genitore. Bernhard era un bambino calmo, estremamente introverso, con un timore quasi ossessivo di parlare in pubblico. Amava risolvere i puzzle.
Trasferitosi a Luneburgo (Lüneburg) per studiare diventò amico del suo istruttore, Schmalfuss. Questi, resosi conto della predisposizione del giovane Riemann per la matematica, lo indirizzò verso questa disciplina. Sul conto di Riemann si dice addirittura fosse solito non consegnare i compiti della cui correttezza totale non era certo, per evitare l'onta di un voto inferiore al massimo. Riemann ebbe dunque libero accesso alla biblioteca riservata di Schmalfuss e poté esplorare la matematica più complessa leggendo i libri di Carl Friedrich Gauss e di Adrien-Marie Legendre, tra i quali la Théorie des nombres, primo libro a esporre un possibile collegamento tra i numeri primi e la funzione logaritmica.
Lasciata Lüneburg, dopo un anno passato all'università di Gottinga, nel 1847 Riemann si trasferì a Berlino. Qui fu in contatto con alcuni tra i matematici tedeschi più in vista dell'epoca, e fu allievo tra l'altro di Carl Gustav Jakob Jacobi e di Peter Gustav Lejeune Dirichlet. Ritornò a Gottinga per rifinire il suo lavoro di laurea nel 1849. La sua prima tesi risale al 1851 e riguarda una nuova teoria sulle funzioni di variabile complessa, ramo della matematica allora nascente che grazie al suo contributo ricevette un notevole impulso.
Nel 1854 per la sua abilitazione all'insegnamento scrisse la sua seconda tesi, intitolata Über die Hypothesen, welche der Geometrie zu Grunde liegen (Sulle ipotesi che stanno alla base della geometria) e pubblicata postuma nel 1867, con la quale introdusse i concetti di varietà e di curvatura di una varietà, tra le quali spiccarono gli spazi non euclidei; inoltre una delle questioni poste in questo scritto consistette nel prospettare una indagine sulla natura geometrica dello spazio e sulla sua curvatura. Sempre a Gottinga divenne primo assistente di fisica di Wilhelm Eduard Weber, della cui figlia si invaghì senza esserne corrisposto, e nel 1859 sostituì definitivamente, dopo due anni di assistenza straordinaria, il maestro Dirichlet, deceduto nel maggio di quell'anno, alla cattedra che fu di Gauss. Nel 1862 si sposò con Elise Koch dalla quale ebbe una figlia.
Nel 1859 pubblicò un saggio di una decina di pagine sulle note dell'Accademia delle scienze prussiana, dal titolo Ueber die Anzahl der Primzahlen unter einer gegebenen Grösse, l'unico che Riemann scrisse sulla teoria dei numeri. In esso era sepolta tra l'altro quella che è oggi nota come l'Ipotesi di Riemann.

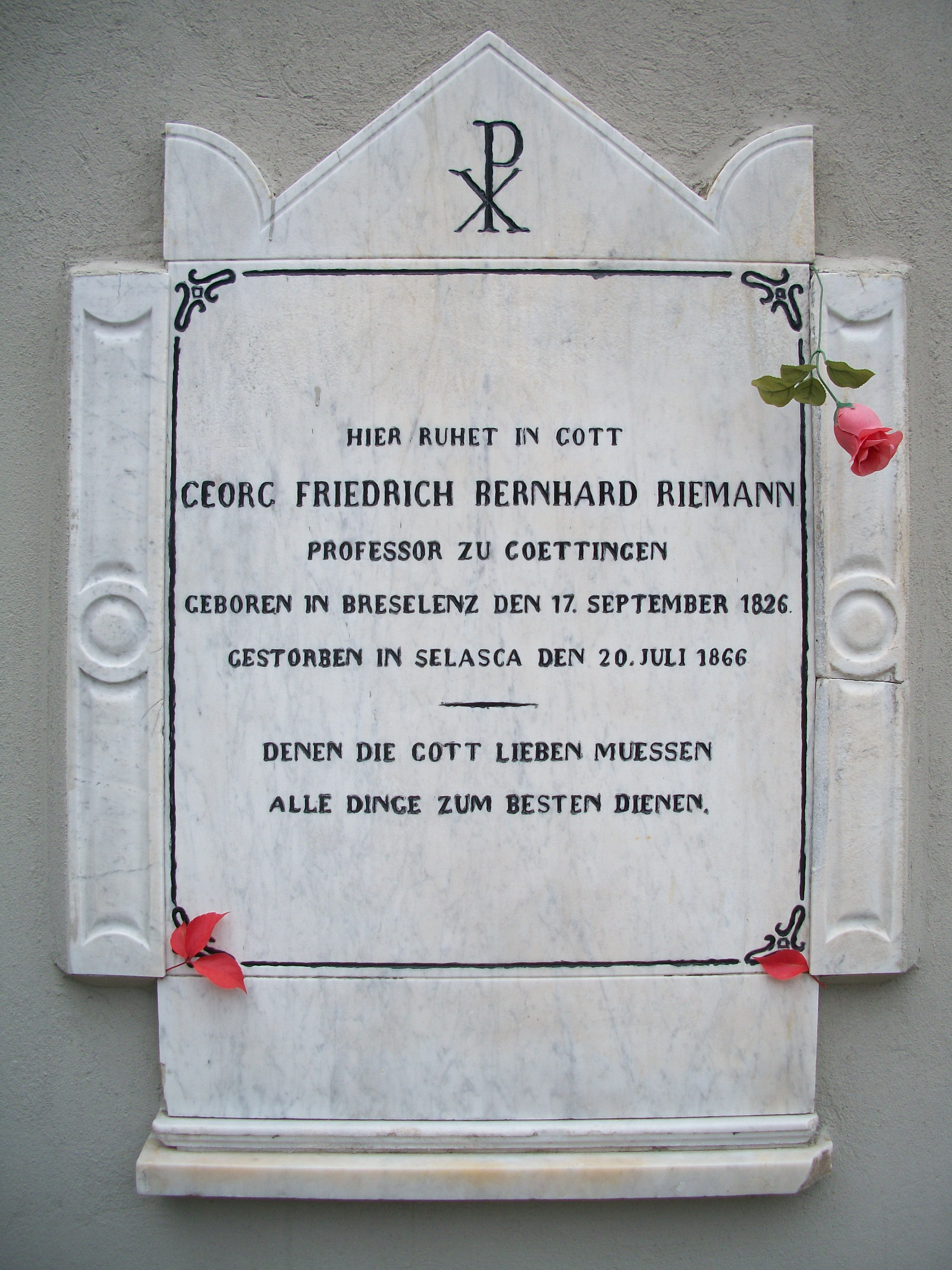
La lapide in ricordo di Riemann

Riemann soffriva di una forma acuta di tubercolosi. Negli ultimi anni della sua vita fece lunghi viaggi in Italia e in particolare a Pisa cercando sollievo nel mite clima mediterraneo. Morì nel corso del terzo viaggio in Italia durante il suo soggiorno a Selasca. Aveva quasi 40 anni.
Richard Dedekind, suo amico e biografo, scrisse: "Il giorno prima della sua morte lavorò sotto un fico, allietato nello spirito dal meraviglioso paesaggio che lo circondava...la vita lo abbandonò dolcemente senza spasmi o agonia... Disse a sua moglie: "Da' un bacio a nostra figlia". Sua moglie ripeté assieme a lui il Paternostro; lui ormai non poteva più parlare...".
Fu sepolto nel cimitero di Biganzolo di Verbania. Oggi la tomba di Riemann non esiste più: fu distrutta durante alcuni lavori di ristrutturazione. Resta la sua lapide, appoggiata a un muro del cimitero, dove è scritto: 
La frase finale è tratta dalla Lettera di san Paolo ai Romani (Romani 8, 28): Riemann era molto religioso.
Il suo apporto alla matematica fu importante, ma vanno ricordati anche gli altri studi che effettuò sin dalle prime fasi della sua carriera, che affrontarono problemi fisici, come i fluidi magnetici, la legge dell'induzione di Faraday, oltre a temi di filosofia naturale, metafisica, teoria della conoscenza e di psicologia.

## Scoperte matematiche

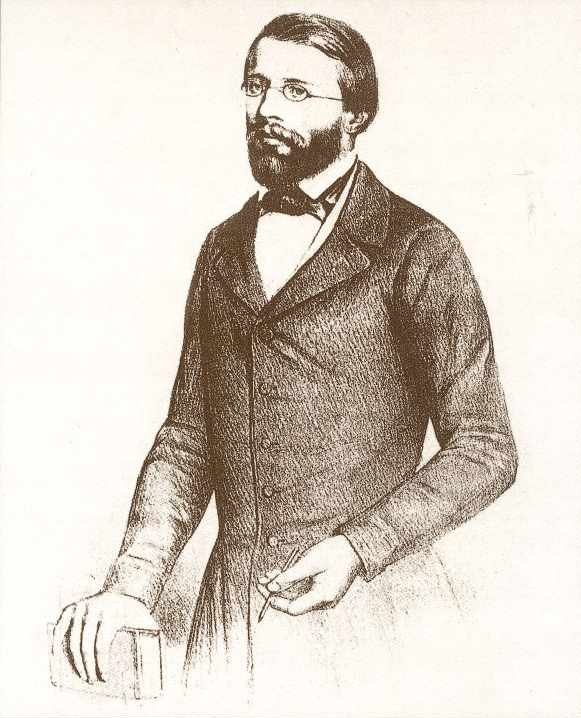
Riemann da giovane

Tra i suoi lavori in campo matematico si ricordano quelli legati alla geometria, della quale rivoluzionò l'approccio allo studio (superfici di Riemann, sfera di Riemann, tensore di Riemann), quelli relativi all'analisi, anche complessa (integrale di Riemann, Funzione zeta di Riemann) e quelli sui numeri primi, con la relativa ipotesi.
Più in particolare la geometria di Riemann, conosciuta anche come geometria ellittica, è la geometria della superficie di una sfera. Una retta in questa geometria corrisponde sempre e comunque a uno dei cerchi massimi della sfera. Nella geometria di Riemann quindi non esistono parallele poiché ogni coppia di rette converge in punti antipodali. La somma degli angoli di un triangolo nella geometria Riemanniana è > 180º. La tesi in cui Riemann espose le sue idee si è trasformata in un classico della matematica, tanto che lo stesso Albert Einstein ha usato i risultati di Riemann nella sua teoria della relatività generale.
A una conferenza tenuta presso l'Università di Gottinga, Riemann esordì così:
La relazione tra questi presupposti resta dunque in ombra; non si vede né se la loro connessione è necessaria e in che misura, né se è a priori possibile.»
(Bernhard Riemann, 1854)

### Ipotesi di Riemann
L'ipotesi di Riemann divenne celebre solo quando, dopo la sua morte, i matematici di tutto il mondo cominciarono a coglierne l'importanza. Essa rappresenta uno degli ultimi passi nello studio dei numeri primi, che fa risalire le sue origini ai lontani tempi di Euclide, il primo a dare una definizione rigorosa del concetto di primarietà, dimostrando l'infinitezza dell'insieme degli stessi. Riemann affrontò l'argomento secondo una prospettiva che già fu di Gauss, la quale prevedeva non la ricerca di una formula unica in grado di fornire, al variare di uno o più parametri iniziali, tutti i numeri primi, bensì la definizione della funzione π(x) (pi greco) che fornisce al variare di x il numero di primi compresi fra 0 e la x. Sebbene Gauss e altri avessero tentato di dare possibili espressioni della funzione π, fu solo con l'intervento di Riemann che si giunse a quella che a tutt'oggi sembra esserne la formulazione corretta. Tutto ciò era strettamente interconnesso con la funzione zeta (funzione zeta di Riemann), alla quale già si era interessato Eulero, estesa al campo complesso. Per l'esattezza, l'ipotesi di Riemann dichiara che «tutti gli zeri complessi della funzione Zeta hanno parte reale 1/2». Il legame coi numeri primi emerge dalla formulazione data da Riemann della funzione π, tra i cui parametri vi è anche una variabile legata agli zeri complessi della stessa funzione zeta.
L'ipotesi di Riemann rappresenta l'ottavo dei problemi di Hilbert che nel 1900 Hilbert elencò in una celebre conferenza di matematici come punti di riferimento che avrebbero dovuto guidare la ricerca matematica del XX secolo. Esso fu l'unico al quale non fu data alcuna risposta e che ricompare tra i Problemi per il millennio, eredi dei punti di Hilbert; è proprio per la sua difficoltà che l'ipotesi di Riemann desta tanto interesse tra le più grandi menti della matematica mondiale, pronte a misurarsi con quello che è probabilmente il più complesso rompicapo di tutti i tempi, ad oggi ancora irrisolto.